# Campeonato Venezuelano de Voleibol Masculino
O Campeonato Venezuelano de Voleibol Masculino - Série A  é a principal competição de clubes de voleibol masculino da Venezuela. Trata-se de uma das principais ligas nacionais da América do Sul. O torneio é organizado pela Federação Venezuelana de Voleibol (FVVB), e classifica seu campeão ao Campeonato Sul-Americano de Clubes.

## Edição atual
Equipes que disputaram a temporada 2019:

## História
O início do voleibol no país ocorreu pela primeira vez entre 1931-1932  no Colégio Americano de  Caracas, na época não atingiu a popularidade.
Em 1937 voltou ao cenário através dos desportistas nacionais, como Luis Biggot e Leopoldo Marquez, além de outros companheiros que deram início a muitas equipes em Caracas; após criação  do primeiro regulamento internacional, surgiu a Federação Venezuelana de Voleibol em 29 de junho de 1937, com objetivo de difundir a modalidade, com o passar dos anos conseguiu reunir o primeiro encontro nacional do esporte representado por Aragua, Yaracuy, Miranda (estado), Monagas e o Distrito Capital (Venezuela).
Após seis anos de interrupção, ou seja, no período de 1950-1956, ocorriam os jogos e até o ano de 1984 somavam-se 26 eventos nacionais aulto, 21 juvenis, 8 infantis e sete nas categorias de mini-voleibol.Em 2011 foi disputada a primeira liga profissional e o primeiro clube campeão foi o Huracanes de Bolívar cujo título ocorreu na primeira edição em 2011, tendo seis participantes e a segunda edição ocorreu em 2012.